# Inventing Anna
Inventing Anna és una minisèrie de televisió en reproducció en línia de drama estatunidenca creada i produïda per Shonda Rhimes, basada en l'article de la revista New York «How Anna Delvey Tricked New York's Party People», de Jessica Pressler.
La sèrie va ser estrenada a Netflix l'11 de febrer de 2022.

## Repartiment i personatges
- Julia Garner com Anna "Delvey" Sorokin.
- Anna Chlumsky com a Vivian Kent (Jessica Pressler).
- Katie Lowes com Rachel.
- Laverne Cox com a Kacy Duke.
- Alexis Floyd com a Neff.
- Arian Moayed com a Todd.
- Anders Holm com a Jack.
- Anna Deavere Smith com a Maud.
- Jeff Perry com a Lou.
- Terry Kinney com a Barry.

## Producció

### Desenvolupament
El juny de 2018, es va anunciar que Netflix i la companyia productora Shondaland havien adquirit l'article de la revista New York "How Anna Delvey Tricked New York's Party People", de Jessica Pressler, convertint-ho en una sèrie de televisió amb Shonda Rhimes com a productora i escriptora, amb Betsy Beers. David Frankel va dirigir i va produir dos episodis de la sèrie, inclòs el primer.
El rodatge va començar l'octubre de 2019.

### Càsting
L'octubre del 2019, Julia Garner, Anna Chlumsky, Katie Lowes, Laverne Cox i Alexis Floyd es van unir a l'elenc de la sèrie. Madeline Brewer estava preparada per interpretar el paper d'Anna Delvey, però va haver de deixar el projecte a causa de conflictes de programació. El novembre del 2019, Arian Moayed, Anders Holm, Anna Deavere Smith, Jeff Perry i Terry Kinney es van unir també a la sèrie. El febrer de 2020, Jennifer Esposito es va unir a l'elenc de la sèrie.

## Estrena
L'11 de febrer del 2022, Inventing Anna fou publicada a Netflix.

### Episodis
| Núm. | Títol                     | Direcció                 | Guió                                 | Data d'estrena original |
| ---- | ------------------------- | ------------------------ | ------------------------------------ | ----------------------- |
| 1    | «Life of a VIP»           | David Frankel            | Shonda Rhimes                        | 11 de febrer de 2022    |
| 2    | «The Devil Wore Anna»     | Tom Verica               | Matt Byrne                           | 11 de febrer de 2022    |
| 3    | «Two Birds, One Throne»   | Daisy von Scherler Mayer | Jess Brownell                        | 11 de febrer de 2022    |
| 4    | «A Wolf in Chic Clothing» | David Frankel            | Abby Ajayi                           | 11 de febrer de 2022    |
| 5    | «Check Out Time»          | Ellen Kuras              | Carolyn Ingber Lewinksy i Abby Ajayi | 11 de febrer de 2022    |
| 6    | «Friends in Low Places»   | Nzingha Stewart          | Jess Brownell                        | 11 de febrer de 2022    |
| 7    | «Cash on Delivery»        | Nzingha Stewart          | Abby Ajayi                           | 11 de febrer de 2022    |
| 8    | «Too Rich for Her Blood»  | Tom Verica               | Nicholas Nardini                     | 11 de febrer de 2022    |
| 9    | «Dangerously Close»       | Ellen Kuras              | Matt Byrne                           | 11 de febrer de 2022    |